# Groninger Museum

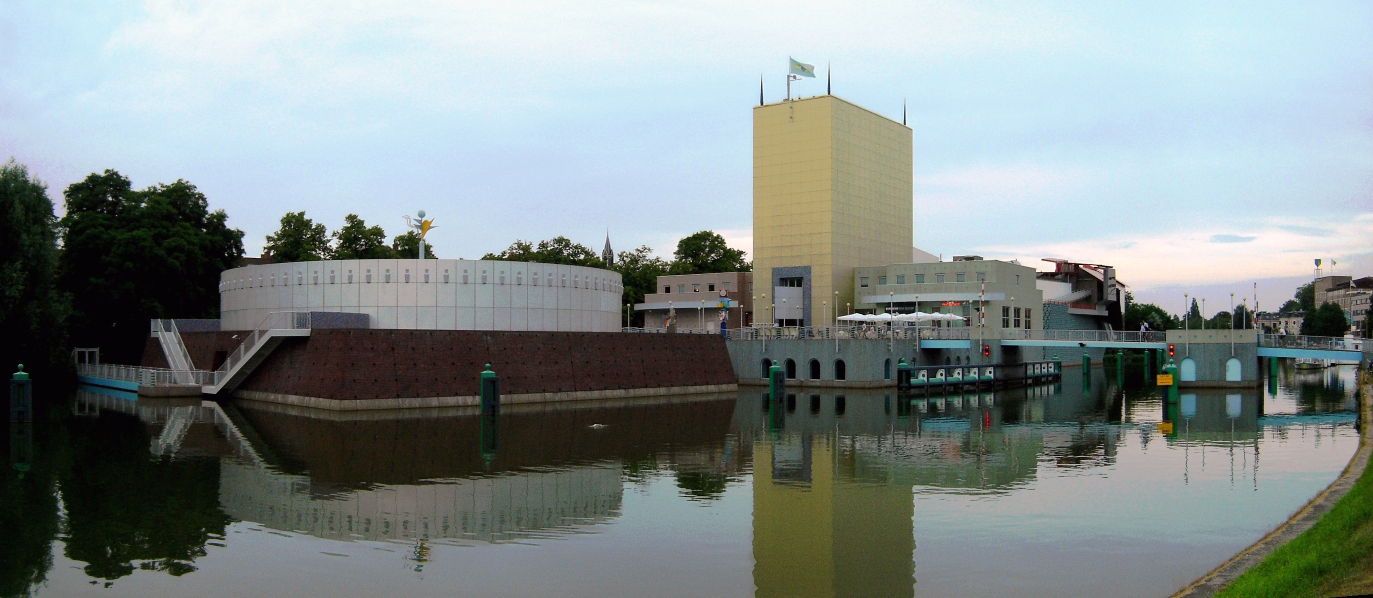
Groninger Museum

Das Groninger Museum  ist ein Kunstmuseum in der niederländischen Stadt Groningen. Das von dem Designer Alessandro Mendini in Zusammenarbeit mit den Architekten Michele De Lucchi, Philippe Starck und Coop Himmelb(l)au entworfene Gebäude liegt auf einer Insel im Verbindungskanal der Stadt. Eine Brücke verbindet die Insel mit beiden Uferseiten und dient als Verbindung zwischen Bahnhof und Innenstadt. Das Museum wird seit 1. September 2012 von dem Kunsthistoriker Andreas Blühm geleitet.

## Neubau
Der Museumsdirektor Frans Haks beauftragte 1987 den Designer Alessandro Mendini, ein Konzept für ein neues Museumsgebäude zu erstellen. Das alte Gebäude im Zentrum der Stadt war nach hundertjähriger Nutzung zu klein geworden und Haks wünschte sich ein Museum, das sich bereits durch seine Architektur hervorhob. Er konnte auf eine Schenkung des Energieunternehmens Nederlandse Gasunie NV zurückgreifen, das aus Anlass des 25-jährigen Bestehens 25 Millionen niederländische Gulden für den Bau eines neuen Museums zur Verfügung stellte. Die Bauphase begann 1992, das Museum zog 1994 um.

## Aufteilung

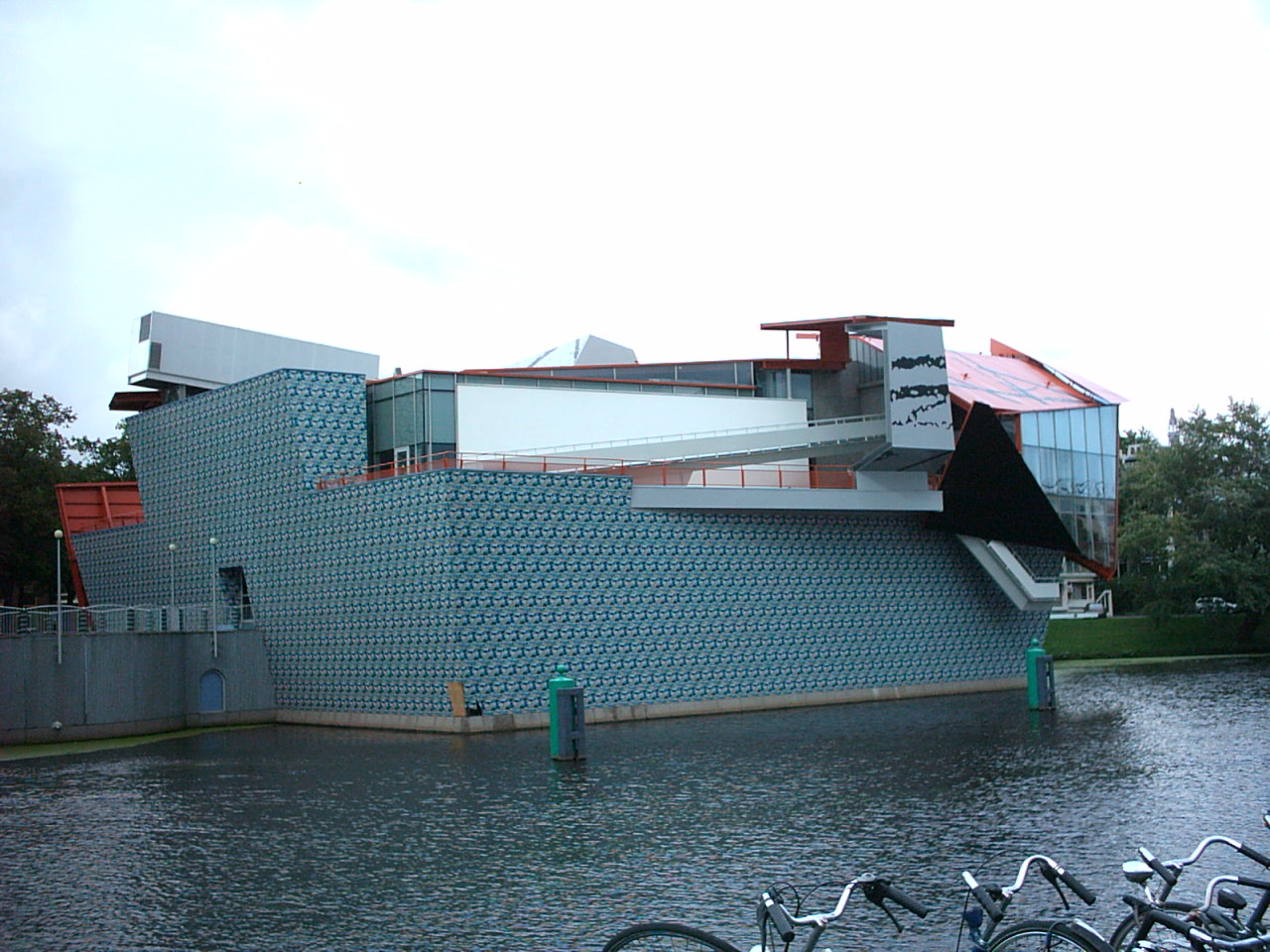
Der östliche, von Alessandro Mendini und Coop Himmelb(l)au entworfene, Gebäudeteil (Foto 2004)

Die Sammlungen setzen sich zusammen aus Objekten zur Geschichte Groningens, chinesischem und japanischem Porzellan, darunter auch Teile der Sammlung von Jan Albert Sichterman (1672–1764), Kunsthandwerk und Kunstwerken des 16.–20. Jahrhunderts und zeitgenössischer Kunst. Das Gebäude bietet durch seine unterschiedlich gestalteten Pavillons die Möglichkeit, die verschiedenen Inhalte individuell zu präsentieren und mit der Außengestaltung korrespondieren zu lassen.
Der Zentralpavillon mit dem gold-gelben Turm beherbergt das Depot und die Eingangshalle des Museums. Über die schmale zentrale Wendeltreppe nach unten erreicht man alle Ausstellungsräume der verschiedenen Pavillons. Dies als Gegenentwurf zu klassischen Museumsgebäuden mit dem Depot im Keller und breiten Treppen zu den Ausstellungsräumen in den oberen Stockwerken.
Der westliche Teil setzt sich aus zwei übereinanderliegenden Pavillons zusammen. Der untere Teil aus Backstein wurde von Michele de Lucchi entworfen und trägt den Namen Ploeg-Pavillon Beringer-Hazewinkel. Er bietet Raum für die Werke der Groninger Künstlergruppe De Ploeg und anderer nordeuropäischer Expressionisten, in weiteren Sälen wird die Geschichte und Archäologie Groningens präsentiert. Der Pavillon bildet den Unterbau für den darauf aufgesetzten mit Aluminiumplatten verblendeten Rundbau von Philippe Starck. In diesem Pavillon befinden sich die Exponate des Kunsthandwerks und das asiatische Porzellan, die mit Möbeln, einer besonderen Beleuchtung und Vorhängen ergänzt werden.
Der östliche Teil des Museums besteht aus übereinanderliegenden Pavillons, die die bildende Kunst präsentieren. Der unterste Pavillon mit quadratischem Grundriss wurde von Alessandro Mendini gestaltet und enthält zwei Stockwerke. Im Untergeschoss werden die Wechselausstellungen gezeigt, das Obergeschoss dient der Ausstellung des Museumsbestandes. Auf diesem Pavillon befindet sich der von Coop Himmelb(l)au gestaltete Teil aus Stahl und Glas, ein Beispiel des Dekonstruktivismus, das einen starken Kontrast zum Mendini-Bau mit der bunten Laminatverkleidung bildet. In diesen durch die Glasflächen lichtdurchfluteten Räumen werden überwiegend Skulpturen gezeigt.